# Костина (Солдатська сільрада)
Костина (рос. Костина) — присілок в Фатезькому районі Курської області Російської Федерації.
Населення становить 17 осіб. Входить до складу муніципального утворення Солдатська сільрада.

## Історія
Населений пункт розташований на території українського етнічного та культурного краю Східна Слобожанщина.
Від 2004 року входить до складу муніципального утворення Солдатська сільрада.

## Населення
| 1989 | 2002 | 2010 |
| ---- | ---- | ---- |
| 58   | ↘37  | ↘17  |